# Kiss cam

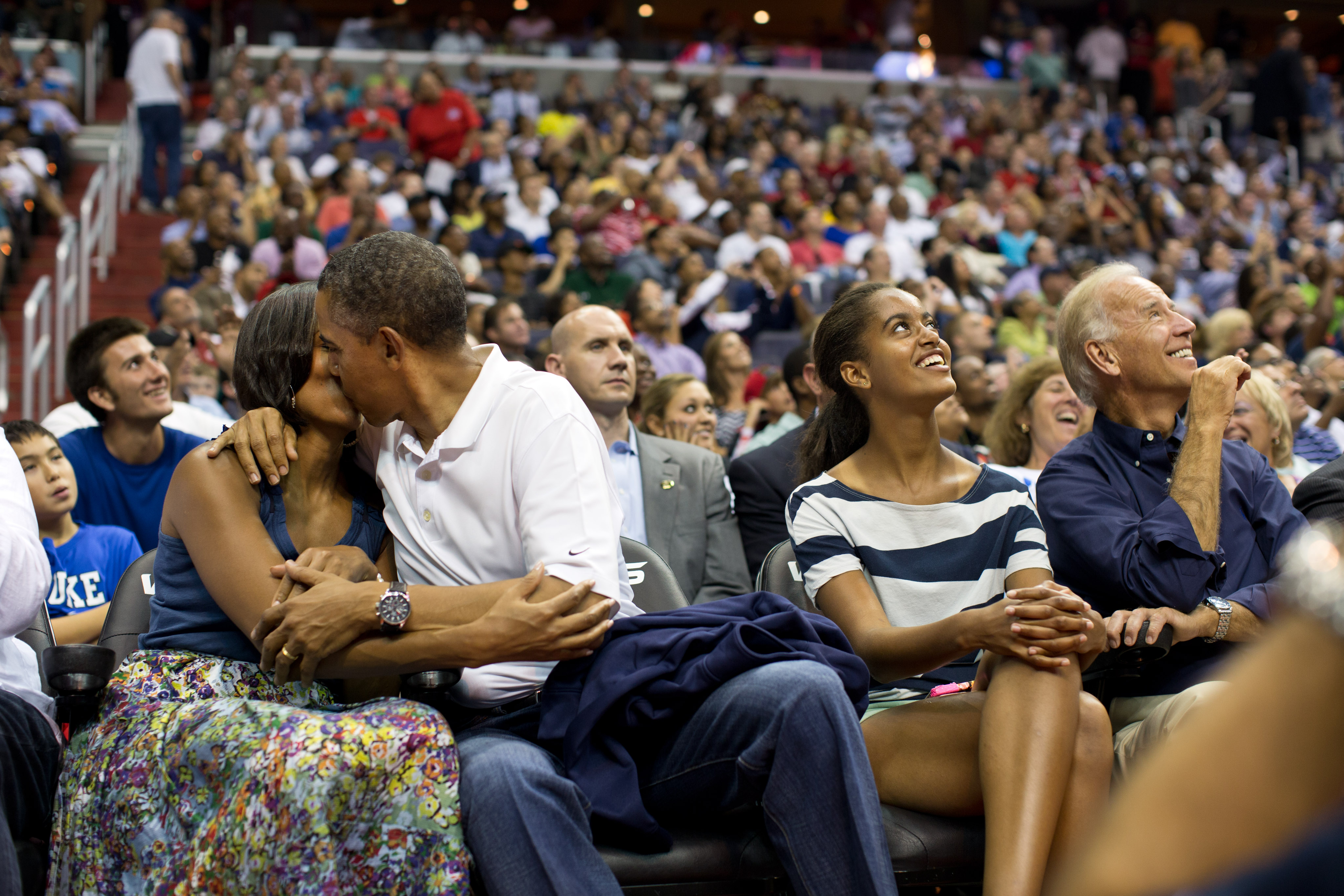
Barack e Michelle Obama se beijando em uma kiss cam enquanto Malia Obama e Joe Biden assistem durante uma parte de basquete em Washington D.C..

Kiss cam é um costume em jogos da América do Norte, que consiste em filmar duas pessoas da plateia, e colocarem suas imagens em um telão para que eles se beijem. O costume surgiu na California na década de 1980.
Até o presidente dos Estados Unidos Barack Obama, em 16 de julho de 2012, participou de uma kiss cam com Michelle Obama durante um jogo de basquete entre as seleções do Brasil e Estados Unidos, em Washington D.C..